# Milena Rašić
Milena Rašić est une joueuse serbe de volley-ball née le 25 octobre 1990 à Pančevo. Elle mesure 1,91 m et joue au poste de centrale. Elle totalise 190 sélections en équipe de Serbie.

## Clubs
| Club                   | De        | À         |
| ---------------------- | --------- | --------- |
| Sumadija AV Belgrade   | 2002-2003 | 2006-2007 |
| Dinamo Azotara Pančevo | 2007-2008 | 2009-2010 |
| RC Cannes              | 2010-2011 | 2013-2014 |
| Vakıfbank İstanbul     | 2014-2015 | …         |

## Palmarès

### Équipe nationale
- Jeux olympiques
  -  2016 à Rio de Janeiro.
- Championnat du monde
  - Vainqueur : 2018.
- Championnat d'Europe
  - Vainqueur : 2011, 2017.
- Coupe du monde
  - Finaliste : 2015.
- Ligue européenne
  - Vainqueur : 2010, 2011.
- Universiades de volley-ball
  - Finaliste : 2009

### Clubs
- Championnat du monde des clubs
  - Vainqueur : 2017, 2018.
- Ligue des champions
  - Vainqueur: 2017, 2018.
  - Finaliste : 2012, 2016.
- Championnat de France (4)
  - Vainqueur : 2011, 2012, 2013, 2014
- Coupe de France (4)
  - Vainqueur : 2011, 2012, 2013, 2014.
- Championnat de Turquie
  - Vainqueur : 2016, 2018, 2019.
  - Finaliste : 2015.
- Coupe de Turquie
  - Vainqueur: 2018.
  - Finaliste: 2015, 2017.
- Supercoupe de Turquie
  - Vainqueur: 2014, 2017.
  - Finaliste : 2015, 2018, 2019, 2020.

### Distinctions individuelles
- Grand Prix Mondial de volley-ball 2011: Meilleure attaquante[2].
- Grand Prix mondial de volley-ball 2013: Meilleure centrale.
- Ligue des champions de volley-ball féminin 2014-2015 : Meilleure centrale[3]
- Jeux olympiques d'été de 2016: Meilleure centrale[4].
- Championnat du monde des clubs de volley-ball féminin 2016 : Meilleure centrale[5].
- Ligue des champions de volley-ball féminin 2016-2017: Meilleure centrale[6].
- Grand Prix mondial de volley-ball 2017: Meilleure centrale[7].
- Ligue des champions de volley-ball féminin 2017-2018: Meilleure centrale[8].
- Championnat du monde des clubs de volley-ball féminin 2018 : Meilleure centrale[9]
- Championnat du monde féminin de volley-ball 2018 : Meilleure centrale[10]